# توماس إف. غليك
توماس إف. غليك (بالإنجليزية: Thomas F. Glick)‏ هو مؤرخ أمريكي، ولد في 28 يناير 1939 في كليفلاند في الولايات المتحدة.